# James Sorensen
James Sorensen (Melbourne, 18 juli 1986) is een Australisch acteur.

## Carrière
Sorensen speelde in 2006 een hoofdrol in het tweede seizoen van de televisieserie Blue Water High. In 2007 ging hij aan de slag in de soapserie Neighbours, waar hij de rol van Declan Napier voor zijn rekening nam. Naast acteren is Sorensen een fervent fotograaf. In 2009 opende een exhibitie waar zijn werk tentoongesteld werd.

## Filmografie
- Hating Alison Ashley - (2005, film) als James
- Wicked Science - (2005, serie) als boy (1 afl.)
- Blue Water High - (2006, serie) als Mike Kruze (26 afl.)
- Neighbours - (2007 - heden, serie) als Declan Napier (+360 afl.)